# Mysella casta
Mysella casta är en musselart som först beskrevs av Addison Emery Verrill och Katharine Jeanette Bush 1898.  Mysella casta ingår i släktet Mysella och familjen Lasaeidae. Inga underarter finns listade i Catalogue of Life.